# Aldhal, Hukeri
Aldhal là một làng thuộc tehsil Hukeri, huyện Belgaum, bang Karnataka, Ấn Độ.